# Urbanização de Curitiba
A Urbanização de Curitiba S/A (URBS) é uma empresa de economia mista que administra equipamentos e espaços públicos, além do sistema de transporte da cidade de Curitiba.
Todos os sistemas de transporte coletivo de Curitiba, com seus terminais, fazem parte do propósito administrativo da empresa; porém, não são os únicos. A URBS administra o "Mercado Municipal Capão Raso" (antigo Shopping Popular) e o "Mercado Central", as "Arcadas de São Francisco", o "Centro Comercial Rui Barbosa", o "Centro de Eventos Positivo" (antigo Centro de Exposições de Curitiba que fica dentro do Parque Barigui), as Ruas da Cidadania, a Rua 24 Horas, a Rodoferroviária de Curitiba (onde está instalada a sua sede), as lojas "#CuritibaSuaLinda", além de alguns estacionamentos, bancas de jornais e sanitários públicos espalhados pela cidade. Também opera a concessão e a fiscalização da frota de taxis e os aplicativos de transporte, tipo Uber, 99, o motofrete e o transporte escolar.
Quanto ao sistema de transporte público, anteriormente reconhecido como um dos melhores do Brasil, já recebeu prêmios nacionais e internacionais, como o concedido pela instituição inglesa "Building and Social Housing Foundation". Outro é a classificação do sistema como "exemplar" feita pelo Worldwatch Institute" (instituto de pesquisa ambiental dos Estados Unidos).

## História
Em 21 de agosto de 1963, na gestão do prefeito Ivo Arzua Pereira, foi criada a "Companhia de Urbanização e Saneamento de Curitiba" (URBS) com a finalidade de desenvolver obras de infraestrutura, como pavimentação, iluminação, saneamento e paisagismo. Em 1966, foi delegado para outra instituição a gestão do saneamento da cidade. Desta forma, ocorreu a primeira alteração na denominação social: "Companhia de Urbanização de Curitiba". 
Em 1980, na gestão do prefeito Jaime Lerner, ocorreu a cisão de algumas empresas governamentais do município, como a própria "Companhia de Urbanização", além da "Companhia de Desenvolvimento de Curitiba", com novas atribuições. É nesta data que ocorreu uma nova denominação social para a URBS, agora uma sociedade anônima: Urbanização de Curitiba S/A .
Em 1986, a URBS passou a gerenciar todo o sistema de transporte do município. Em 1989, é o transporte escolar que recebeu para gerenciar. Em 1997, a URBS criou a DIRETRAN, uma entidade executiva municipal para fiscalizar o transito; mas em 2011, com a criação da Secretaria Municipal de Trânsito (SETRAN), a DIRETRAN é extinto.
 

Em 2018, a URBS criou as lojas "#CuritibaSuaLinda", dentro de pontos turísticos da cidade, para a venda de lembranças e souvenires artesanais da cultura local.